# Wolfgang Rinke
Wolfgang Rinke (* 15. Mai 1943 in Gelsenkirchen-Buer; † 11. Januar 2025 in Dortmund) war ein deutscher Kunsthistoriker. Sein Forschungsschwerpunkt war neben der deutschen Kunst im Mittelalter die Kulturgeschichte Dortmunder Kirchen in Bezug auf Darstellungen europäischer Kausalitäten.

## Leben

### Ausbildung
Wolfgang Rinke wurde in Gelsenkirchen-Buer geboren und wuchs dort zunächst unter den Wirren des Zweiten Weltkrieges bei seiner Mutter auf.
Seine Mutter arbeitete als Hausfrau. Sein Vater kehrte gegen Ende des Krieges 1945, nach einem kurzfristigen Fronturlaub nach Russland zurück und wurde schon kurz danach 1945 als vermisst gemeldet, ohne dass eine abschließende Todesnachricht erfolgte.
Rinkes Mutter verstarb früh in Wolfgangs Alter von nur 16 Jahren. Seine Tante übernahm den weiteren Erziehungsprozess.
Wolfgang Rinke absolvierte eine gymnasiale Ausbildung und studierte auf Lehramt katholische Theologie.
Im Zweitstudium studierte er Kunstgeschichte bei Rolf Fritz und Hermann Hinkel an der Fakultät 16, Kunst- und Sportwissenschaften TU Dortmund.
Im Jahre 2000 wurde er mit seiner Dissertationsschrift Memoria in Bild über den Altar des Weseler Malers Derick Baegert aus dem Jahre 1470-80 in der Propsteikirche Dortmund nach der abschließenden Disputation in Anwesenheit der Professoren Hermann Hinkel und Heide Nixdorf der Fakultät Kunst an der Technischen Universität Dortmund promoviert.

### Wirken
Rinke lehrte in den Jahren 2000–2004 in Abständen innerhalb von Lehraufträgen am Seminar Kunstwissenschaft der Technischen Universität Dortmund zu Themen der mittelalterlichen Renaissance, vor allem in Bezug auf neue Erkenntnisse der Darstellung und Identifikation und Zuordnung historischer Persönlichkeiten des europäischen Kontinents.
In seinem Wohnort Dortmund produzierte im Jahre 1986 der Fr.- W. Ruhfus Verlag Dortmund einen großformatigen Kunstbildband mit dem Titel Dortmunder Kirchen des Mittelalters. Wolfgang Rinke wurde in diesem Werk zum Verfasser der Manuskripte, die sich mit der Erforschung mittelalterlicher Kunstschätze in den Stadtkirchen St. Reinoldi, St. Marien, St. Petri und St. Johannes Baptist, der Propsteikirche in Dortmund befassten. Das Werk entstand zusammen mit den Dortmunder Fotodesignern Josef H. Neumann und Gerhard P. Müller (Fotografien) und erreichte eine Verbreitung über mehrere Jahrzehnte in insgesamt 3 Auflagen.

### Redaktionelle Tätigkeiten
Diverse Artikel für die Gesellschaft Grafschaft Mark und für das Stadtarchiv Dortmund.

### Forschungsarbeiten
Rinke fand heraus, dass Conrad von Soest, der Maler des Wildunger Altarbildes sich möglicherweise selbst in der Darstellung des Pfingstwunders verewigt hat. Conrad von Soest hat sich in der Szene versteckt, in der die Apostel um Maria versammelt sind. Ein Apostel schaut direkt auf den Betrachter des Altars, was Rinke als Selbstbildnis des Künstlers interpretiert. Diese Entdeckung ist bedeutend, da es das einzige bekannte Bildnis von Conrad von Soest wäre.

Bad Wildungen Altar (Ausschnitt) Conrad von Soest

Conrad von Soest Selbstbildnis (Ausschnitt)

Außerdem wurde in der Darstellung auf dem Altar der Kirche in Bad Wildungen eine Zuordnung von königlichen Familien und Personen von Rinke gesichert.
Nach fast 650 Jahren bekommt der Künstler im Bewusstsein der Besucher nach fast 620 Jahren künftig ein Gesicht. Der Dortmunder Kunsthistoriker. Wolfgang Rinke war fest vom Ergebnis seiner sechsmonatigen Forschungen überzeugt: Conrad von Soest hat sich in der Darstellung des Pfingstwunders auf dem Altar selbst verewigt. Es wäre das einzige und bisher nicht erkannte Bildnis des Malers.
Ab 1980 forschte Wolfgang Rinke im Themenbereich Dortmunder Kirchen des Mittelalters. Schwerpunkt seiner Forschungen sind die Kirchbauten und Architektur und Altarbildes in St. Reinoldi, St. Marien, St. Petri und St. Propstei in Dortmund.
Zuordnungen auf dem Derick Baegert Altargemälde von 1470 in Dortmunder Propsteikirche auf dem schwarzen Rappen der Buchstaben „d“ und „e“ in Bezug auf das spanische Königshaus.
Wolfgang Rinke untersuchte in seiner Dissertation „Memoria im Bild“ das Altar-Retabel des Derick Baegert aus Wesel, aus dem Jahre 1470, das sich in der Propsteikirche zu Dortmund befindet. Er analysierte die ikonographischen und symbolischen Elemente des Altarbildes und untersuchte, wie es als Medium der Erinnerung (Memoria) dient.
Derick Baegert – von 1465 bis 1515 in Wesel tätig –, dessen Name in der Kunstgeschichte vor allem als Maler monumentaler Passionsaltäre gründet, ist seiner künstlerischen Entwicklung verpflichtet. Sein Hauptwerk, der Hochaltar in der Dortmunder Propsteikirche, ist wahrscheinlich lt. Kunsthistoriker Rinke, eine Stiftung Johanns I. von Kleve. Für den Dortmunder Altar, der als Memorialaltar der klevischen Herzogsfamilie gelten kann, griff der Künstler dort, wo Portraits bereits verstorbener Personen in heilsgeschichtliche Szenen integriert werden mussten, auf Vorbilder zurück.

### Werke
- Dortmunder Kirchen des Mittelalters, Rinke Wolfgang  (Autor), Josef H. Neumann, Gerhard P. Müller, (Fotodesign), Verlag Friedrich Wilhelm Ruhfus, Dortmund 1986, ISBN  978-3793250-32-6[6]
- Memoria im Bild: Das Altar-Retabel des Derick Baegert aus Wesel in der Propsteikirche zu Dortmund, Rinke, Wolfgang (Verfasser), Verlag Bielefeld: Verlag für Regionalgeschichte Dortmund, Univ., Diss., 2004, bei den Professoren Hermann Hinkel und Heide Nixdorf, Bielefeld 2004, ISBN 978-3-89534-583-8
- Heresbach-Stiftung: Schriften der Heresbach-Stiftung Kalkar: Bd. 13, Baegert, Derick: Kreuzigungsaltar, Bereitstellung in Leipzig